# Чавчавадзе, Ясон Иванович
Князь Ясо́н (Иассо́н) Ива́нович Чавчава́дзе (1803 — 18 июня 1857) — генерал-майор (01.10.1852) русской императорской армии, герой русско-турецкой войны 1828-1829 гг., покорения Кавказа и Крымской войны.

## Биография
Родился в 1803 году, происходил из грузинского княжеского рода.
В службу вступил в 1819 г. в пехотный генерал-фельдмаршала И. Ф. Паскевича (впоследствии Ширванский) полк подпрапорщиком. В 1822 г. в составе отряда генерал-майора князя Г. Е. Эристова участвовал в походе против Джаро-Белоканских обществ. В 1823 г. переведён в Нижегородский драгунский полк и в том же году произведён в прапорщики.
В 1826—1828 гг. Чавчавадзе участвовал в русско-персидской войне и 13 сентября 1826 г. в сражении с персидской армией под Елисаветополем был ранен штыком в правую ногу. За отличие в боях с персидскими войсками награждён золотой саблей с надписью «За храбрость» и орденом Святой Анны 4-й степени. Во время русско-турецкой войны 1828—1829 гг. Чавчавадзе участвовал во взятии штурмом крепостей Карса, Ахалкалаки, Ахалцыха, Эрзерума и других. За отличие в этих делах награждён орденом Святой Анны 3-й степени с бантом и орденом Святого Владимира 4-й степени с бантом, а также чинами: поручика (1828 г.), штабс-капитана (1829 г.).
В 1830 г. Чавчавадзе участвовал в обороне укреплений Балакена и в походе на Джарскую область для усмирения возникшего там возмущения. За отличие в этих делах пожалован орденом Святой Анны 2-й степени. В 1832 г. он вновь участвовал в походе против мятежных горцев той же области. С 1834 г. по 1836 г. Чавчавадзе прикомандирован к Образцовому кавалерийскому полку и в 1836 г. произведён в капитаны. С 1836 г. по 1838 г. он вновь сражался с мятежными горцами и за отличие в делах против неприятеля награждён императорской короной к ордену Святой Анны 2-й степени.
Произведённый в 1842 г. в майоры и переведённый в 1844 г. в Гренадерский Его Императорского Высочества великого князя Константина Николаевича полк, Чавчавадзе участвовал с 1846 г. по 1848 г. в походах против чеченцев и дагестанцев. За отличие в делах против мятежных горцев в 1846 г. произведён в подполковники, в 1847 г. пожалован в полковники и в 1849 г. получил орден Святого Владимира 3-й степени. 4 декабря 1843 года он был удостоен ордена Святого Георгия 4-й степени за выслугу 25 лет в офицерских чинах (№ 7037 по списку Григоровича— Степанова).
Назначенный 8 февраля 1849 г. командиром Драгунского наследного принца Виртембергского полка, он заведовал в 1852 г., в зимнем походе князя А. И. Барятинского против мятежных горцев Дагестана, всей кавалерией и за отличие в делах против неприятеля произведён 1 октября 1852 г. в генерал-майоры.
В Крымскую войну 1853—1856 гг. Чавчавадзе состоял в Александропольском отряде князя В. О. Бебутова, отличился в сражении под Башкадыкларом (19 ноября 1853 г.). За это он был награждён 16 января 1854 года орденом Святого Георгия 3-й степени (№ 478)
В воздаяние отличной храбрости и мужества, оказанных при разбитии, 19-го Ноября 1853 года, 36-ти тысячного турецкаго корпуса на позиции у Баш-Кадык-Лара
В сражении при Кюрюк-Дара (24 июля 1854 г.) контужен ядром в поясницу и ружейной пулей в грудь. За отличия, оказанные в делах против турок, получил орден Святого Станислава 1-й степени.
29 июня 1855 г. в связи с ранениями Чавчавадзе был зачислен в запас по кавалерии, а 6 мая 1856 г. за болезнью уволен от службы. Скончался 18 июня 1857 г.

## Награды
- Золотая сабля с надписью "За храбрость" (27.01.1827)

- Орден Святой Анны 3-й степени с бантом (1828)

- Орден Святого Владимира 4-й степени с бантом (01.01.1829)

- Орден Святой Анны 2-й степени (06.08.1830)

- Императорская корона к ордену Святой Анны 2-й степени (02.03.1839)

- Орден Святого Георгия 4-й степени (04.12.1843)

- Орден Святого Владимира 3-й степени (16.03.1849)

- Орден Святого Георгия 3-й степени (16.01.1854)

- Орден Святого Станислава 1-й степени (1855)

## Источник
- Гернет А. Ф. Чавчавадзе, Ясон Иванович // Русский биографический словарь : в 25 томах. — СПб.—М., 1896—1918.
- Степанов В. С., Григорович П. И. В память столетнего юбилея императорского Военного ордена Святого великомученика и Победоносца Георгия. (1769—1869). — СПб., 1869.
- Список генералам по старшинству. Исправлено по 7-е января 1856. — СПб., 1856. — С. 523.
- Высшие чины Российской империи (22.10.1721—02.03.1917). / Биографический словарь в четырёх томах. — М., 2019. — Т. 4. — С. 436.